# Domènec Masachs Torrente
Domènec Masachs Torrente (30 d'octubre de 1891, Barcelona - 23 de gener de 1965, Barcelona) va ser un anarquista i esperantista català. És conegut per haver intentat assassinar el dictador Primo de Rivera amb un punyal.

## Biografia

### Joventut
Nascut al barri de la Barceloneta, el seu pare treballava de fuster a La Maquinista i la seva mare era planxadora. Amb 10 anys treballava d'aprenent a Henrichs i Cia, una casa d'arts gràfiques. Era amic de Pere Mateu i de Ramon Casanellas. Era membre de l'Escola Moderna i de l'Associació Lliure de Pensament. De ben jove va conèixer l'anarcosindicalisme i va participar en actes de protesta per millorar les condicions dels obrers. El 1902 va ser acomiadat per haver secundat la vaga general de Barcelona. Posteriorment va treballar a diverses impremtes, així com a la fàbrica de sedes Can Batlló i també al dipòsit de tramvies del Torrent de les Flors, a Gràcia. Va tornar a ser acomiadat el 1919 per sindicalista amb motiu de la vaga de La Canadenca. Poc després, a començaments de 1920, va ser detingut per resistència a la Guàrdia Civil. Li va caure una condemna de sis anys de presó, que va passar al Dueso i al Puerto de Santa María.

### Atac a Primo de Rivera
El 1926 va sortir de la presó i després de treballar dos mesos a la fàbrica de teixits Vidal Germans de Sallent, va decidir que assassinaria el dictador Primo de Rivera. Ara bé, en cap cas volia causar víctimes innocents i tampoc volia comprometre ningú. Per tant, va comprar un punyal nou i va decidir fer-ho sol. El dia escollit va ser el 31 de juliol de 1926. Aquell dia el dictador havia d'assistir a una recepció a l'edifici de Capitania General a Barcelona, des d'on s'havia proclamat cap d'estat el 13 de setembre de 1923. Masachs no ho va veure clar i va esperar un altre moment. En concret, quan la comitiva passés per la plaça Palau, camí de l'estació de França, on sortia el tren que l'havia de portar de retorn a Madrid. Masachs es va acostar ràpidament al cotxe oficial que avançava a gran velocitat i després d'apartar un policia, va intentar pujar al cotxe amb el punyal a la mà, però va relliscar amb el marxapeu del vehicle i va llançar el punyal cap al cotxe, sense ferir a ningú. Un altre policia va aprofitar aquell moment per clavar-li un fort cop de bastó al cap, que el va deixar sense sentit. Poc després, el cotxe de l'escolta li va passar per damunt, trencant-li la tibia i el peroné de la cama dreta. Traslladat a l'Hospital Clínic, va ser interrogat per un jutge militar, que li va notificar que seria jutjat per la jurisdicció civil, malgrat les objeccions de Masachs, que volia ser jutjat per la jurisdicció militar. A la Model, va ser rebut fredament per militants anarcosindicalistes com Joaquim Maurín o Joan García Oliver, que no eren partidaris d'aventures individualistes i que es van burlar de la seva acció. El judici no va sortir a la premsa diària per ordre expressa del dictador. Allà Masachs es va ratificar en el seu desig d'assassinar el dictador i va ser condemnat a 10 anys de presó. El 19 de gener de 1927 va arribar a la presó de Cartagena.

### Amnistia, guerra civil i franquisme
El 17 d'abril de 1931, arran de l'amnistia general decretada pel govern provisional de la Segona República, va tornar a Barcelona. Va treballar a l'España Industrial, a Sants. i el 1936 va ser elegit membre del Consell de la Col·lectivitat per l'assemblea de treballadors. Tres anys després va ser detingut i des de febrer de 1939 al desembre de 1942 va estar a la presó franquista, amb un breu període de llibertat el juny de 1939. Un cop lliure, va tornar a treballar a l'España Industrial fins que es va jubilar, el març de 1957.

## Pacifista i esperantista
Consequent amb el seu caràcter idealista, Domènec Masachs va ser durant tota la seva vida un ferm defensor de la llengua auxiliar internacional esperanto. Va impartir classes a l'associació de la vila de Gràcia Paco kaj Amo, no gaire lluny del carrer Joan Blanques on vivia. Allà va ser professor d'esperantistes il·lustres, com Ramón Fernández Jurado, qui sobre l'intent d'assassinat de Primo de Rivera recordava que "Masachs es declarava antiviolent i li repugnava fer servir armes que poguessin produir víctimes innocents. Res de víctimes i pistoles". Masachs va mostrar les seves conviccions pacifistes en altres ocasions. Per exemple, el 1933 va fer una vaga de fam durant tres dies en solidaritat amb la que feia Gandhi en aquells moments a l'Índia, com a protesta contra l'imperialisme anglès. Durant el franquisme va continuar participant en diferents associacions esperantistes i pacifistes, essent un dels professors d'esperanto del Club d'Amics de la UNESCO.